# Josep Simont
Josep Simont i Guillén (Barcelona, 30 de septiembre de 1875-Caracas, 19 de noviembre de  1968) fue un dibujante e ilustrador español. Trabajó en Francia, Inglaterra, Alemania y Estados Unidos, donde colaboró en las mejores revistas y periódicos, alcanzando gran fama.

## Biografía
Pasó su infancia en Valencia, Alcalá de Henares y La Coruña. En esta última ciudad recibió su primera formación en el mundo del arte con el pintor Román Navarro. De regreso a Barcelona estudió con Ricard Martí, hijo del célebre pintor Ramón Martí Alsina. Animado por su maestro, en 1898 viajó a París, donde empezó a colaborar en varias revistas y periódicos, como La Croix, Le Journal de la Jeunesse, La Femme et le Monde, Le Journal de la Femme, Le Mois Littéraire, Le Pelerin y Le Monde Illustré.
Entre 1901 y 1921 trabajó para L'Illustration, que compaginó con colaboraciones en otras revistas, como la catalana La Ilustración Artística. Sus ilustraciones de esta época se enmarcan en un realismo casi fotográfico, que recuerda el incipiente fotoperiodismo que comenzaba a surgir en esta época. Fueron notables sus ilustraciones con motivo de la Primera Guerra Mundial.
En 1921 viajó a Estados Unidos, donde empezó a trabajar para la editorial Cronwell Publishing, ilustrando revistas y periódicos como Collier's, Ladies Home Journal, New York Tribune, McCalls, Red Book, Good Housekeeping, Woman’s Home Companion y Saturday Evening Post. En 1932 regresó a Francia, donde volvió a trabajar para L'Illustration hasta 1939. Se centró en acontecimientos de la vida política y social francesa, siendo de remarcar el dibujo que hizo sobre la reunión entre Hitler y Chamberlain. En 1939 le fue otorgada la Legión de Honor. Tras el estallido de la Segunda Guerra Mundial volvió a trabajar para L'Illustration ilustrando el conflicto bélico, hasta que la revista fue clausurada. Instalado en Lyon, se dedicó sobre todo al retrato.
En 1947 regresó a Barcelona, donde expuso en las Galerías Syra en 1951 y 1958. También participó en el Salón de Dibujo de Madrid de 1955, donde se le otorgó el Lápiz de Oro. Ese año ingresó en la Orden de Alfonso X el Sabio. En 1962 se estableció en Caracas, donde murió a los noventa y tres años.